# Oblý vaz jaterní
Oblý vaz jaterní, latinsky ligamentum teres hepatis, je vaz, který v dospělosti vychází z dolního volného okraje srpovitého vazu jater a spojuje je s pupkem. Jedná se o pozůstatek pupeční žíly, která během nitroděložního vývoje přiváděla plodu okysličenou krev z placenty.
Vaz vychází z oblasti jaterní brány, kde pupeční žíla ústila do vrátnicové žíly a žilní spojky ductus venosus Arantii. Probíhá po viscerální ploše jater v přední části levé sagitální rýhy, zvané též fissura umbilicalis. Směřuje k přední straně jater, kde splývá s volným okrajem srpovitého vazu a vytváří žlábek přecházející na brániční plochu, incisura ligamentis teretis. Pak pokračuje k přední straně břicha k pupku, kde končí.
Jeho průběh tvoří na přední ploše jater hranici mezi pravým a levým lalokem,, na viscerální ploše tvoří též hranici čtverhranného laloku. V zadní části levé sagitální rýhy probíhá Arantiův vaz, pozůstatek již zmíněného ductus venosus.
Oblým vazem procházejí drobné cévy, vv. paraublilicales, které spojují vrátnicovou žílu s žilami v okolí pupku. Při portální hypertenzi se mohou rozšířit a vytvořit zde cévní zkraty.

## Oblý vaz jaterní u zvířat
Oblý vaz jaterní mají všichni placentární savci. U koně a u skotu tvoří spojnice otisku jícnu s incisura lig. teretis zprava ohraničení levého laloku.